# 영동 일제재 일원
영동 일제재 일원(永同 一祭齋 一圓)은 충청북도 영동군 상촌면 임산리에 있다. 2008년 5월 16일 충청북도의 기념물 제142호로 지정되었다.

## 개요
齋室(一祭齋)의 실제 창건 연대는 정확히 알 수 없으나 중수기에 따르면 1445년(세종 27년) 固城南氏 奉事公(諱 世智)이 상촌면 임산리에 복거(卜居)한 후 365년 되던 해인 1809년(순조 9) 중수된 재실이라고 한다. 1919년에는 기와, 서까래, 대들보와 주초를 비롯하여 담장과 중문 등을 중수하고, 1969년에는 번와 및 계단 초석 등을 중수한 것으로 보인다. 재실 앞의 관리사 역시 정확한 건립연대는 알기 어려우나 천정 상량문에 丙子 三月이라고 적혀 있어 1876년에 건립되었거나 이전에 있던 것을 1936년에 중수한 것으로 추정된다.
재실(60.6m2)은 정면 5칸, 측면 2칸의 전면 2층 구조의 홑처마 팔작지붕이다. 평면구성은 좌측에 정면 1칸, 측면 1칸의 存著堂과 우측에 정면 1칸 측면 2칸의 追遠堂 온돌방을 두고 중앙 3칸은 대청을 두었다. 대청의 천장은 연등천장이고 온돌방은 판재 위 고미반자로 마감하였다.
우측 온돌방의 전면으로는 마루를 설치하고 온돌방 후면에는 각각 함실아궁이를 설치하였다.
전면에는 전체에 게자 난간을 설치하였다. 건물구조는 지형의 특성을 살린 전면 중층, 후면 단층의 형태로 양 측면을 돌아 대청 후면으로 진입토록 되었다.
가구형식은 대들보 위에 동자주를 양쪽에 세우고 그 위에 종보와 장혀 받친 중도리를 결구하고, 종보 위에 사다리꼴 대공을 세워 장혀를 받친 종도리를 받는 5량가의 납도리집이다.
대청 중앙에 있는 일제재(一祭齋) 현판을 중심으로 좌우에 존저당(存著堂), 추원당(追遠堂)의 별칭의 방이 있으며 1809년, 1919년, 1969년에 각각 작성된 중수기 편액이 남아 있다.
묘역은 세칭 남씨삼효(南氏三孝)라 불린 고성남씨 참봉공(叅奉公) 諱 인(寅), 삼괴당공(三槐堂公) 諱 지언(知言), 참판공(叅判公) 諱 경효(景孝) 삼대의 묘소와 삼괴당의 동생 첨사공(僉使公) 諱 지원(知遠), 참판공 경효(景孝)의 큰 아들인 가선대부 초당공(草堂公) 諱 수약(守約)의 묘소가 있다.
묘역이 처음 조성되기 시작한 시기를 고증할 수 있는 문헌의 미비로 정확한 生歿년대를 알 수 없으나 중종(中宗) 때 중기인 1500년경부터참봉공 묘소의 조성을 시작으로 명종(明宗) 21년인 1566년 삼괴당(1507～1566), 선조(宣祖) 27년인 1594년 참판공(1527～1594), 효종(孝宗) 2년인 1651년에 초당공(?～1651)의 묘소가 조성될 때까지 130여년 동안 조성된 묘역이다.
삼괴당 남지언의 묘소를 비롯한 5기의 묘소 전면에 위치한 일제재(一祭齋)는 조선 중·후기의 재실(齋室)로서 경사지를 적절히 이용한 중층 형식으로서 독특한 구조를 하고 있다. 특히 재실이지만 규모가 정면 5칸, 측면 2칸의 마루와 방으로 구성하였고 측면을 돌아 후면에서 진입토록한 공간구성과 수법은 뛰어나다. 재실 전면에 계자난간을 설치하였으며 고식기법의 맞춤 청판과 온돌방의 고미반자 그리고 평면구성, 가구형식이 비교적 잘 보존되어 있다.

## 참고 문헌
- 영동 일제재 일원 - 국가유산청 국가유산포털